# ماثيو بينيت (مؤرخ عسكري)
ماثيو بينيت (بالإنجليزية: Matthew Bennett)‏ هو مؤرخ عسكري بريطاني، ولد في 1954.